# Ogmodera forticornis
Ogmodera forticornis là một loài bọ cánh cứng trong họ Cerambycidae.